# 뱅스 판타지
뱅스 판타지(Bangsian fantasy)는 내세에서, 유명한 문학 또는 역사적 개인과 그들의 상호작용을 소재로 한 판타지 장르이다. 존 켄드릭 뱅스 이후 이름 지어졌다.

## 정의
소위 뱅스 이야기, 중요한 문학적, 역사적 성격은 슬림 플롯 라인의 문자로 유머러스하게 제공되는: E. F. 블레일러에 따르면, 초자연 소설에 대한 그의 1983 안내서, "뱅스의 가장 주목할만한 성과는 문학 유형학에 기여한 것이다. 뱅스는 이 하위 장르를 발명하지 않았지만, 그의 작품은 홍보 및 문학 상태를 주었다"라고 했다.
이 정의는 뱅스의 이야기 중 일부는 세상에서 일어났다 고려하지 않는다. 영웅 및 몬스터의 제스 네빈스의 2003년 정의: 특별한 신사의 연합 비공식 도우미는 "다양한 유명한 남성과 여성의 유령이 함께 모여 다양한 일반적으로 온화하고, 모험을 가지고 있는 세상의 판타지"라고 말했다, 어떤 밀접 라마 쿤두의 2008 정의에 동의한다.
ARSDnet는 "다양한 고대하고 영향력 있는 인물 사물의 체계로 끝났을 가능성이 내세의 탐사에 주로 초점을 맞추고 있다."라고 시사했다.

## 뱅스 판타지 작품
뱅스는 책과 자연 영화의 수많은 장르의 범주 내에서 확인할 수 있다. 다음과 같은 몇 가지 주요 장르의 작품이 있다:

### 뱅스 작
- 스틱스 강의 하우스보트 (1895)
- 하우스보트의 추격 (1897)
- 마법에 걸린 타자기 (1899)
- 뮌하우젠 씨: J. K. 뱅스가 쓴 원래 특별한 인터뷰 이전에 예루살렘의 후반 씨 아나니아에 의해 게헨나 공보의 일요일 판에보고, 늦은 히에로니무스 칼 프리드리히, 보덴베르더의 언젠가 바론 뮌 하우젠의 스틱스 넘어 최근 모험 중 일부의 실화이기에, 지금은 먼저 해당 저널의 열로부터 전사 (1901)

### 그 외
- Riverworld series by Philip José Farmer, began 1971[5]
- Heroes in Hell series by Janet Morris, began 1986[6]
- God Bless You, Dr. Kevorkian by Kurt Vonnegut
- The third act of George Bernard Shaw's play Man and Superman (1903) is a long philosophical discourse set in hell, between the shades of Don Juan, the Devil, Dona Ana, and Don Juan's nemesis, the statue of her father Don Gonzalo.
- Descendants of Darkness series by Yoko Matsushita, began 1996
- R.I.P.D. written by Peter M. Lenkov directed by Robert Schwentke, comic began 2003, film 2013

## 같이 보기
- 장르 목록